# Yazır, Karacasu
Yazır là một xã thuộc huyện Karacasu, tỉnh Aydın, Thổ Nhĩ Kỳ. Dân số thời điểm năm 2010 là 528 người.